# Victor Noir

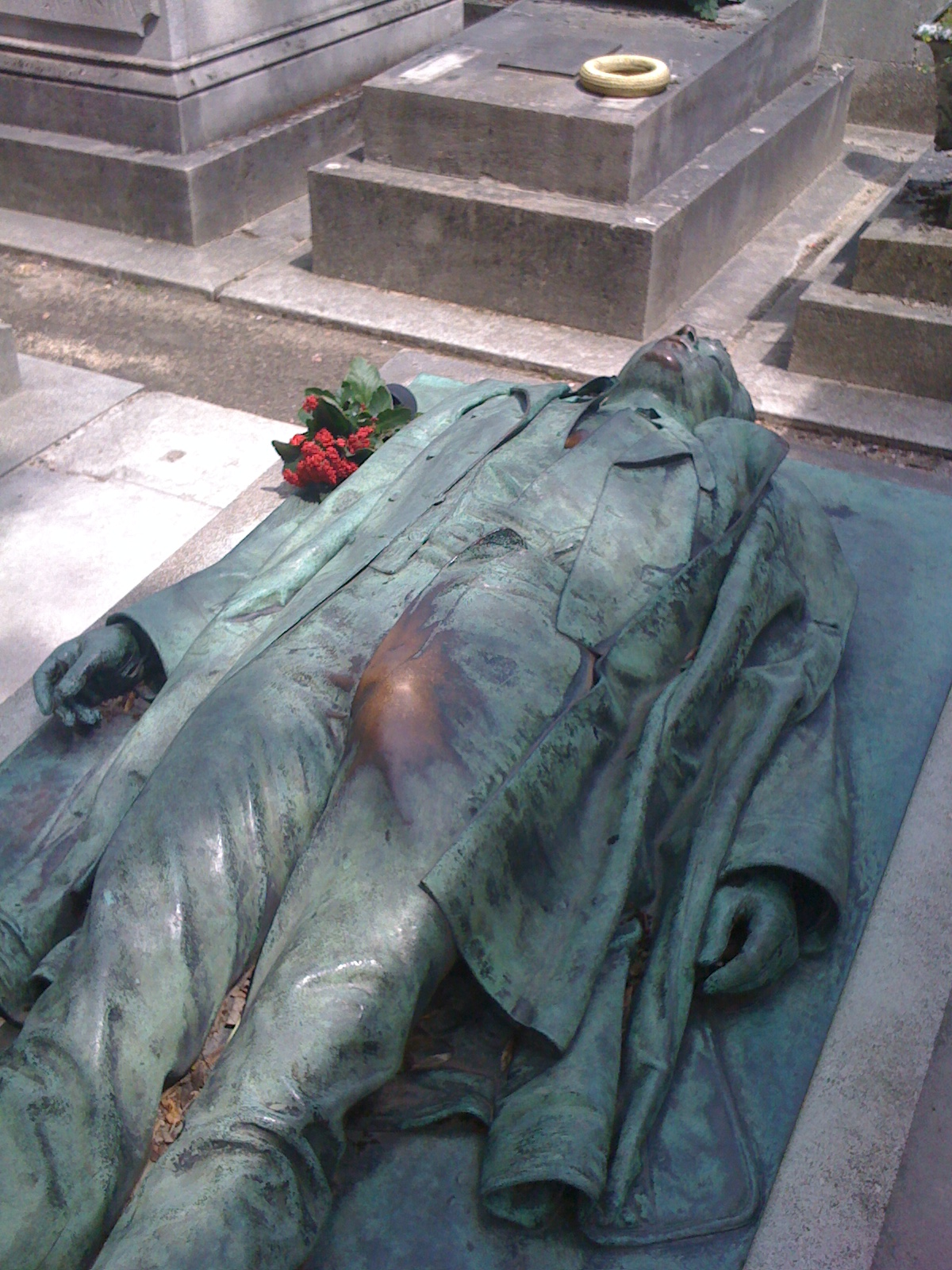
Grabmal auf dem Friedhof Père-Lachaise mit der Statue von Jules Dalou

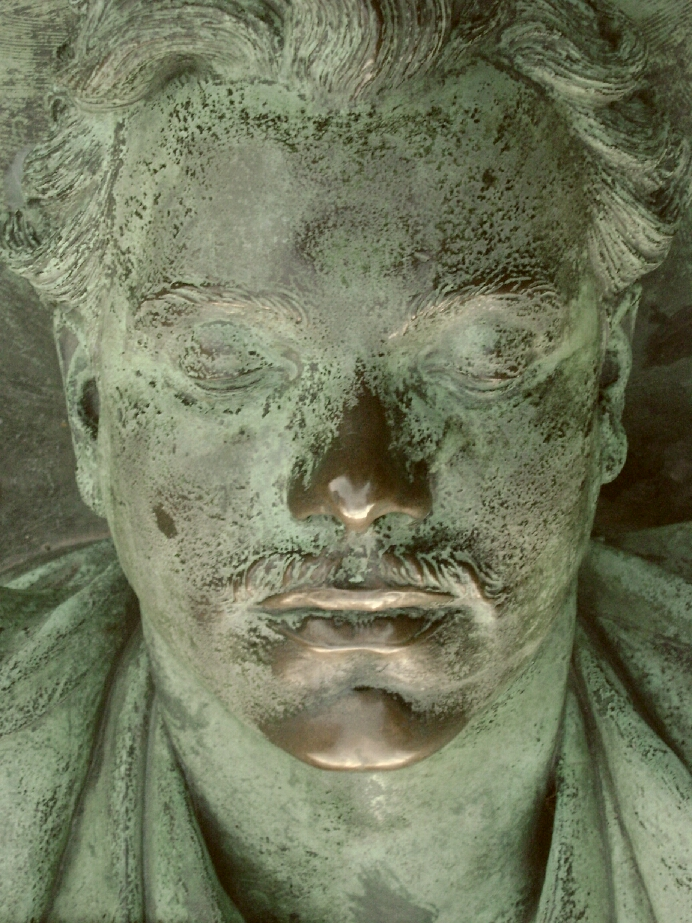
Kopf der Statue

Victor Noir (eigentlich Yvan Salmon; * 27. Juli 1848 in Attigny, Vogesen; † 11. Januar 1870 in Paris) war ein französischer Journalist und Sozialist. Noir wurde wegen der Umstände seines Todes – er wurde von Prinz Pierre Napoleon Bonaparte, einem Neffen Napoleon Bonapartes, erschossen – und der daraus folgenden politischen Konsequenzen bekannt. 

## Tod
Zu dem tödlichen Aufeinandertreffen mit dem Prinzen kam es, als er als Sekundant des Zeitungsherausgebers Paschal Grousset die Bedingungen für ein Duell mit Bonaparte aushandeln sollte, nachdem Grousset eine Schmähschrift gegen Napoleon Bonaparte veröffentlicht und der Prinz ihn deshalb als Verräter bezeichnet hatte. Dabei kam es zu einem Streit, in dessen Folge Bonaparte den Revolver zog und Noir erschoss.
Rund 200.000 Menschen nahmen an der Beisetzung in Neuilly-sur-Seine teil. Der Chansonnier Paul Avenel besang den Leichenzug im Lied Les funérailles de Victor Noir. Der Freispruch Prinz Bonapartes löste einen Sturm öffentlicher Entrüstung gegen die bereits unbeliebte Monarchie aus, der in mehrere gewaltsame Demonstrationen mündete. 
1891 wurde der Leichnam Victor Noirs auf den Friedhof Père-Lachaise in Paris umgebettet. Das Grabmal mit einer Statue des Bildhauers Jules Dalou wurde wegen der deutlich sichtbaren Schwellung im Lendenbereich zu einem Symbol der Fruchtbarkeit.